# 哈里·科爾多
哈里·愛德華·斯皮勒·科爾多爵士KCMG CB（1870年11月15日—1943年7月2日）是英属印度陆军軍官，曾先後擔任乌干达、圣赫勒拿及巴哈马總督。

## 來歷
哈里·科爾多於1870年11月15日在英属印度浦那出生，其父愛德華·科爾多為孟买法官。哈里在布萊頓公學及車特咸學院接受教育，1988年獲剑桥大学圣约翰学院獎學金，1982年畢業，為文學士。

## 早期職業
科爾多於1895年加入印度參謀團，1896年升為中尉，1903年升為上尉，1912年升為少校。科爾多於1898年進入孟買政治部，同年獲任為索馬利亞海岸柏培拉駐地助理。科爾多於1900年10月15日獲任為柏培拉副領事，1902年11月15日升為領事，任職至1906年，1904—1906年兼任英屬索馬利蘭副專員。科爾多於1906至1910年擔任英屬索馬利蘭專員及總司令。科爾多研究索馬利蘭動物相，識別出現常視為索爾特犬羚之亞種的科爾多犬羚。

## 殖民地總督
科爾多於1910—1911年擔任烏干達總督，曾監督金賈至卡金杜（Kakindu）的鐵路建設。科爾多於1911—1920年擔任聖赫勒拿總督，1920—1926年擔任巴哈馬總督兼總司令。1920年，科爾多為巴哈馬最高法院奠定基石。1923年，科爾多與亞瑟·桑茲（Arthur Sands）獲得採伐新普罗维登斯岛松林的特許權。他們在傑克池塘（Jack Pond）附近的甘比爾村（Gambier Village）以南建立了鋸木廠，但從未盈利，於1930年放棄。
1920—1933年美國禁酒令期間，英國至巴哈馬的威士忌出口量大幅增加。至1921年2月，科爾多報告稱島上有31個保稅倉，收入自1919年的81,049英鎊增至1923年的1,065,899英鎊，且1930年前每年保持在500,000英鎊以上。科爾多在蒙特利尔發言稱酒品運輸是該島經濟健康發展的原因，其表現包括能夠為拿騷港口提供250,000英鎊資金以供改善。這一說法在美國媒體廣為流傳。英國人未採取任何措施阻止貿易。
科爾多於1902年6月26日進入1902年加冕榮譽名單，獲聖米迦勒及聖喬治勳章，1904年獲巴斯勳章，1921年成為聖米迦勒及聖喬治勳章騎士指揮官。科爾多於1943年7月2日死去。